# Saison 2020-2021 du Jazz de l'Utah
La saison 2020-2021 du Jazz de l'Utah est la 47e saison de la franchise en National Basketball Association (NBA) et la 42e saison dans la ville de Salt Lake City.  
Durant l'intersaison, la franchise signe des extensions de contrat au montant maximum pour Rudy Gobert et Donovan Mitchell, afin de garantir leurs contrats au long terme, tout en enregistrant le retour de Derrick Favors. 
Durant la saison régulière, Gobert, Mitchell et Mike Conley sont tous trois sélectionnés pour le NBA All-Star Game. L'équipe va terminer la saison régulière au sommet de la conférence Ouest, pour la première fois depuis 1998, s'octroyant par la même occasion le titre de division Nord-Ouest. 
La franchise se présente aux playoffs avec le meilleur bilan de la conférence Ouest et l'avantage du terrain et affrontent les Grizzlies de Memphis au premier tour, qu'ils battent en cinq matchs. Au second tour, ils font face aux Clippers de Los Angeles, où le Jazz s'incline au terme de six matchs, mettant fin à la saison d'Utah. 
Lors de la remise des trophées individuels, 2 joueurs du Jazz sont récompensés, tout d'abord Jordan Clarkson pour le titre de NBA Sixth Man of the Year, et Rudy Gobert pour son 3e titre de NBA Defensive Player of the Year. 

## Draft
| Tour | Choix | Joueur          | Poste | Nationalité | Provenance   |
| ---- | ----- | --------------- | ----- | ----------- | ------------ |
| 1    | 23    | Leandro Bolmaro | SF    | Argentine   | FC Barcelone |

## Matchs

### Pré-saison
| Pré-saison Total: 3-0 (Domicile : 2-0; Extérieur : 1-0) |

| Match | Date match  | Équipe          | Score     | Meilleur marqueur         | Meilleur rebondeur | Meilleur passeur     | Lieux                   | Série |
| ----- | ----------- | --------------- | --------- | ------------------------- | ------------------ | -------------------- | ----------------------- | ----- |
| 1     | 12 décembre | Phoenix         | V 119-105 | Jordan Clarkson (19)      | Rudy Gobert (8)    | Joe Ingles (7)       | Vivint Smart Home Arena | 1 - 0 |
| 2     | 14 décembre | Phoenix         | V 111-92  | Bojan Bogdanović (18)     | Rudy Gobert (20)   | Quatre joueurs (3)   | Vivint Smart Home Arena | 2 - 0 |
| 3     | 17 décembre | @ L.A. Clippers | V 125-105 | Bogdanović, Clarkson (20) | Rudy Gobert (8)    | Donovan Mitchell (8) | Staples Center          | 3 - 0 |

### Saison régulière
| Saison régulière Total: 52-20 (Domicile : 31-5; Extérieur : 21-15) |

| Match | Date match  | Équipe          | Score     | Meilleur marqueur     | Meilleur rebondeur  | Meilleur passeur     | Lieux                   | Série |
| ----- | ----------- | --------------- | --------- | --------------------- | ------------------- | -------------------- | ----------------------- | ----- |
| 1     | 23 décembre | @ Portland      | V 120-100 | Gobert, Mitchell (20) | Rudy Gobert (17)    | Joe Ingles (7)       | Moda Center             | 1 - 0 |
| 2     | 26 décembre | Minnesota       | D 111-116 | Jordan Clarkson (23)  | Rudy Gobert (17)    | Donovan Mitchell (5) | Vivint Smart Home Arena | 1 - 1 |
| 3     | 28 décembre | @ Oklahoma City | V 110-109 | Bojan Bogdanović (23) | Conley, Gobert (10) | Mike Conley, Jr. (9) | Chesapeake Energy Arena | 2 - 1 |
| 4     | 31 décembre | Phoenix         | D 95-106  | Donovan Mitchell (23) | Rudy Gobert (14)    | Conley, Ingles (4)   | Vivint Smart Home Arena | 2 - 2 |

| Match                                                                                      | Date match  | Équipe              | Score     | Meilleur marqueur     | Meilleur rebondeur  | Meilleur passeur      | Lieux                      | Série  |
| ------------------------------------------------------------------------------------------ | ----------- | ------------------- | --------- | --------------------- | ------------------- | --------------------- | -------------------------- | ------ |
| 5                                                                                          | 1er janvier | L.A. Clippers       | V 106-100 | Mike Conley, Jr. (33) | Derrick Favors (11) | Conley, Ingles (7)    | Vivint Smart Home Arena    | 3 - 2  |
| 6                                                                                          | 3 janvier   | @ San Antonio       | V 130-109 | Bojan Bogdanović (28) | Rudy Gobert (16)    | Donovan Mitchell (9)  | AT&T Center                | 4 - 2  |
| 7                                                                                          | 5 janvier   | @ Brooklyn          | D 96-130  | Donovan Mitchell (31) | Rudy Gobert (11)    | Mike Conley, Jr. (5)  | AT&T Center                | 4 - 3  |
| 8                                                                                          | 6 janvier   | @ New York          | D 100-112 | Jordan Clarkson (19)  | Rudy Gobert (12)    | Mike Conley, Jr. (6)  | Madison Square Garden      | 4 - 4  |
| 9                                                                                          | 8 janvier   | @ Milwaukee         | V 131-118 | Donovan Mitchell (32) | Rudy Gobert (14)    | Mike Conley, Jr. (10) | Fiserv Forum               | 5 - 4  |
| 10                                                                                         | 10 janvier  | @ Détroit           | V 96-86   | Donovan Mitchell (28) | Rudy Gobert (19)    | Mike Conley, Jr. (6)  | Fiserv Forum               | 6 - 4  |
| 11                                                                                         | 12 janvier  | @ Cleveland         | V 117-87  | Donovan Mitchell (27) | Rudy Gobert (10)    | Mike Conley, Jr. (5)  | Rocket Mortgage FieldHouse | 7 - 4  |
| -                                                                                          | 13 janvier  | @ Washington        | Reporté*  | Reporté*              | Reporté*            | Reporté*              | Capital One Arena          | -      |
| 12                                                                                         | 15 janvier  | Atlanta             | V 116-92  | Donovan Mitchell (26) | Rudy Gobert (13)    | Mike Conley, Jr. (8)  | Vivint Smart Home Arena    | 8 - 4  |
| 13                                                                                         | 17 janvier  | @ Denver            | V 109-105 | Jordan Clarkson (23)  | Rudy Gobert (13)    | Mike Conley, Jr. (8)  | Ball Arena                 | 9 - 4  |
| 14                                                                                         | 19 janvier  | La Nouvelle-Orléans | V 118-102 | Donovan Mitchell (28) | Rudy Gobert (18)    | Mike Conley, Jr. (10) | Vivint Smart Home Arena    | 10 - 4 |
| 15                                                                                         | 21 janvier  | La Nouvelle-Orléans | V 129-118 | Donovan Mitchell (36) | Rudy Gobert (11)    | Joe Ingles (9)        | Vivint Smart Home Arena    | 11 - 4 |
| 16                                                                                         | 23 janvier  | Golden State        | V 127-108 | Donovan Mitchell (23) | Rudy Gobert (14)    | Bojan Bogdanović (8)  | Vivint Smart Home Arena    | 12 - 4 |
| 17                                                                                         | 26 janvier  | New York            | V 108-94  | Royce O'Neale (20)    | Rudy Gobert (19)    | Joe Ingles (6)        | Vivint Smart Home Arena    | 13 - 4 |
| 18                                                                                         | 27 janvier  | Dallas              | V 116-104 | Jordan Clarkson (31)  | Rudy Gobert (20)    | Joe Ingles (8)        | Vivint Smart Home Arena    | 14 - 4 |
| 19                                                                                         | 29 janvier  | Dallas              | V 120-101 | Bojan Bogdanović (32) | Rudy Gobert (12)    | Mike Conley, Jr. (9)  | Vivint Smart Home Arena    | 15 - 4 |
| 20                                                                                         | 31 janvier  | @ Denver            | D 117-128 | Bojan Bogdanović (29) | Rudy Gobert (8)     | Mike Conley, Jr. (8)  | Ball Arena                 | 15 - 5 |
| * Le match a été reporté à la suite du protocole sanitaire de la ligue contre la covid-19. |             |                     |           |                       |                     |                       |                            |        |

| Match | Date match | Équipe          | Score     | Meilleur marqueur     | Meilleur rebondeur    | Meilleur passeur      | Lieux                   | Série  |
| ----- | ---------- | --------------- | --------- | --------------------- | --------------------- | --------------------- | ----------------------- | ------ |
| 21    | 2 février  | Détroit         | V 117-105 | Donovan Mitchell (32) | Royce O'Neale (13)    | Joe Ingles (6)        | Vivint Smart Home Arena | 16 - 5 |
| 22    | 4 février  | @ Atlanta       | V 112-91  | Jordan Clarkson (23)  | Rudy Gobert (12)      | Donovan Mitchell (5)  | State Farm Arena        | 17 - 5 |
| 23    | 5 février  | @ Charlotte     | V 138-121 | Bojan Bogdanović (31) | Rudy Gobert (15)      | Joe Ingles (11)       | Spectrum Center         | 18 - 5 |
| 24    | 7 février  | @ Indiana       | V 103-95  | Donovan Mitchell (27) | Rudy Gobert (16)      | Donovan Mitchell (11) | Bankers Life Fieldhouse | 19 - 5 |
| 25    | 9 février  | Boston          | V 122-108 | Donovan Mitchell (36) | Rudy Gobert (12)      | Donovan Mitchell (9)  | Vivint Smart Home Arena | 20 - 5 |
| 26    | 12 février | Milwaukee       | V 129-115 | Gobert, Ingles (27)   | Rudy Gobert (12)      | Donovan Mitchell (8)  | Vivint Smart Home Arena | 21 - 5 |
| 27    | 13 février | Miami           | V 112-94  | Donovan Mitchell (26) | Rudy Gobert (12)      | Joe Ingles (6)        | Vivint Smart Home Arena | 22 - 5 |
| 28    | 15 février | Philadelphie    | V 134-123 | Jordan Clarkson (40)  | Rudy Gobert (9)       | Ingles, Mitchell (5)  | Vivint Smart Home Arena | 23 - 5 |
| 29    | 17 février | @ L.A. Clippers | V 114-96  | Donovan Mitchell (24) | Rudy Gobert (20)      | Donovan Mitchell (7)  | Staples Center          | 24 - 5 |
| 30    | 19 février | @ L.A. Clippers | D 112-116 | Donovan Mitchell (35) | Rudy Gobert (15)      | Donovan Mitchell (5)  | Staples Center          | 24 - 6 |
| 31    | 22 février | Charlotte       | V 132-110 | Donovan Mitchell (23) | Rudy Gobert (12)      | Donovan Mitchell (8)  | Vivint Smart Home Arena | 25 - 6 |
| 32    | 24 février | L.A. Lakers     | V 114-89  | Clarkson, Gobert (18) | Donovan Mitchell (10) | Conley, Mitchell (8)  | Vivint Smart Home Arena | 26 - 6 |
| 33    | 26 février | @ Miami         | D 116-124 | Donovan Mitchell (30) | Rudy Gobert (12)      | Mike Conley, Jr. (7)  | American Airlines Arena | 26 - 7 |
| 34    | 27 février | @ Orlando       | V 124-109 | Donovan Mitchell (31) | Rudy Gobert (16)      | Joe Ingles (7)        | Amway Center            | 27 - 7 |

| Match                  | Date match | Équipe                | Score          | Meilleur marqueur     | Meilleur rebondeur | Meilleur passeur            | Lieux                   | Série   |
| ---------------------- | ---------- | --------------------- | -------------- | --------------------- | ------------------ | --------------------------- | ----------------------- | ------- |
| 35                     | 1er mars   | @ La Nouvelle-Orléans | D 124-129      | Bojan Bogdanović (31) | Rudy Gobert (9)    | Conley, Jr., Mitchell (8)   | Smoothie King Center    | 27 - 8  |
| 36                     | 3 mars     | @ Philadelphie        | D 123-131 (OT) | Donovan Mitchell (33) | Royce O'Neale (10) | Donovan Mitchell (6)        | Wells Fargo Center      | 27 - 9  |
| NBA All-Star Game 2021 |            |                       |                |                       |                    |                             |                         |         |
| 37                     | 12 mars    | Houston               | V 114-99       | Donovan Mitchell (28) | Rudy Gobert (13)   | Donovan Mitchell (8)        | Vivint Smart Home Arena | 28 - 9  |
| 38                     | 14 mars    | @ Golden State        | D 119-131      | Rudy Gobert (24)      | Rudy Gobert (28)   | Joe Ingles (7)              | Chase Center            | 28 - 10 |
| 39                     | 16 mars    | @ Boston              | V 117-109      | Donovan Mitchell (21) | Rudy Gobert (12)   | Conley, Jr., Mitchell (5)   | TD Garden               | 29 - 10 |
| 40                     | 18 mars    | @ Washington          | D 122-131      | Donovan Mitchell (42) | Rudy Gobert (13)   | Clarkson, Mitchell (6)      | Capital One Arena       | 29 - 11 |
| 41                     | 19 mars    | @ Toronto             | V 115-112      | Donovan Mitchell (31) | Rudy Gobert (16)   | Ingles, Mitchell (6)        | Amalie Arena            | 30 - 11 |
| 42                     | 22 mars    | @ Chicago             | V 120-95       | Donovan Mitchell (30) | Rudy Gobert (10)   | Donovan Mitchell (6)        | United Center           | 31 - 11 |
| 43                     | 24 mars    | Brooklyn              | V 118-88       | Donovan Mitchell (27) | Rudy Gobert (11)   | Donovan Mitchell (7)        | Vivint Smart Home Arena | 32 - 11 |
| 44                     | 26 mars    | Memphis               | V 117-114      | Donovan Mitchell (35) | Royce O'Neale (10) | Mike Conley, Jr. (8)        | Vivint Smart Home Arena | 33 - 11 |
| 45                     | 27 mars    | Memphis               | V 126-110      | Donovan Mitchell (35) | Rudy Gobert (14)   | Ingles, Mitchell (7)        | Vivint Smart Home Arena | 34 - 11 |
| 46                     | 29 mars    | Cleveland             | V 114-75       | Donovan Mitchell (19) | Rudy Gobert (17)   | Conley, Jr., Bogdanović (5) | Vivint Smart Home Arena | 35 - 11 |
| 47                     | 31 mars    | @ Memphis             | V 111-107      | Mike Conley, Jr. (26) | Rudy Gobert (12)   | Mike Conley, Jr. (7)        | FedExForum              | 36 - 11 |

| Match | Date match | Équipe        | Score          | Meilleur marqueur     | Meilleur rebondeur   | Meilleur passeur          | Lieux                    | Série   |
| ----- | ---------- | ------------- | -------------- | --------------------- | -------------------- | ------------------------- | ------------------------ | ------- |
| 48    | 2 avril    | Chicago       | V 113-106      | Donovan Mitchell (26) | Rudy Gobert (13)     | Conley, Jr., Mitchell (5) | Vivint Smart Home Arena  | 37 - 11 |
| 49    | 3 avril    | Orlando       | V 137-91       | Donovan Mitchell (22) | Trois joueurs (6)    | Jordan Clarkson (9)       | Vivint Smart Home Arena  | 38 - 11 |
| 50    | 5 avril    | @ Dallas      | D 103-111      | Mike Conley, Jr. (28) | Rudy Gobert (15)     | Mike Conley, Jr. (7)      | American Airlines Center | 38 - 12 |
| 51    | 7 avril    | @ Phoenix     | D 113-117 (OT) | Donovan Mitchell (41) | Rudy Gobert (18)     | Mike Conley, Jr. (4)      | PHX Arena                | 38 - 13 |
| 52    | 8 avril    | Portland      | V 122-103      | Donovan Mitchell (37) | Rudy Gobert (20)     | Joe Ingles (6)            | Vivint Smart Home Arena  | 39 - 13 |
| 53    | 10 avril   | Sacramento    | V 128-112      | Donovan Mitchell (42) | Royce O'Neale (14)   | Joe Ingles (6)            | Vivint Smart Home Arena  | 40 - 13 |
| 54    | 12 avril   | Washington    | D 121-125      | Donovan Mitchell (42) | Gobert, O'Neale (12) | Ingles, Mitchell (6)      | Vivint Smart Home Arena  | 40 - 14 |
| 55    | 13 avril   | Oklahoma City | V 106-96       | Bojan Bogdanović (23) | Rudy Gobert (14)     | Mike Conley, Jr. (14)     | Vivint Smart Home Arena  | 41 - 14 |
| 56    | 16 avril   | Indiana       | V 119-111      | Bojan Bogdanović (24) | Rudy Gobert (23)     | Mike Conley, Jr. (10)     | Vivint Smart Home Arena  | 42 - 14 |
| 57    | 17 avril   | @ L.A. Lakers | D 115-127 (OT) | Jordan Clarkson (27)  | Royce O'Neale (8)    | Joe Ingles (14)           | Staples Center           | 42 - 15 |
| 58    | 19 avril   | @ L.A. Lakers | V 111-97       | Jordan Clarkson (22)  | Rudy Gobert (10)     | Mike Conley, Jr. (10)     | Staples Center           | 43 - 15 |
| 59    | 21 avril   | @ Houston     | V 112-89       | Jordan Clarkson (22)  | Rudy Gobert (18)     | Mike Conley, Jr. (13)     | Toyota Center            | 44 - 15 |
| 60    | 24 avril   | Minnesota     | D 96-101       | Bojan Bogdanović (30) | Rudy Gobert (17)     | Conley, Jr., Ingles (7)   | Vivint Smart Home Arena  | 44 - 16 |
| 61    | 26 avril   | @ Minnesota   | D 104-105      | Mike Conley, Jr. (26) | Royce O'Neale (10)   | Jordan Clarkson (8)       | Target Center            | 44 - 17 |
| 62    | 28 avril   | @ Sacramento  | V 154-105      | Bojan Bogdanović (24) | Derrick Favors (11)  | Joe Ingles (7)            | Golden 1 Center          | 45 - 17 |
| 63    | 30 avril   | @ Phoenix     | D 100-121      | Bojan Bogdanović (22) | Rudy Gobert (10)     | Clarkson, Ingles (4)      | PHX Arena                | 45 - 18 |

| Match | Date match | Équipe          | Score     | Meilleur marqueur     | Meilleur rebondeur | Meilleur passeur     | Lieux                   | Série   |
| ----- | ---------- | --------------- | --------- | --------------------- | ------------------ | -------------------- | ----------------------- | ------- |
| 64    | 1er mai    | Toronto         | V 106-102 | Bojan Bogdanović (34) | Rudy Gobert (16)   | Joe Ingles (9)       | Vivint Smart Home Arena | 46 - 18 |
| 65    | 3 mai      | San Antonio     | V 110-99  | Bojan Bogdanović (25) | Rudy Gobert (15)   | Joe Ingles (9)       | Vivint Smart Home Arena | 47 - 18 |
| 66    | 5 mai      | San Antonio     | V 126-94  | Jordan Clarkson (30)  | Rudy Gobert (8)    | Joe Ingles (7)       | Vivint Smart Home Arena | 48 - 18 |
| 67    | 7 mai      | Denver          | V 127-120 | Bojan Bogdanović (48) | Rudy Gobert (9)    | Joe Ingles (9)       | Vivint Smart Home Arena | 49 - 18 |
| 68    | 8 mai      | Houston         | V 124-116 | Georges Niang (24)    | Rudy Gobert (14)   | Joe Ingles (7)       | Vivint Smart Home Arena | 50 - 18 |
| 69    | 10 mai     | @ Golden State  | D 116-119 | Jordan Clarkson (41)  | Rudy Gobert (16)   | Joe Ingles (5)       | Chase Center            | 50 - 19 |
| 70    | 12 mai     | Portland        | D 98-105  | Jordan Clarkson (29)  | Rudy Gobert (20)   | Joe Ingles (4)       | Vivint Smart Home Arena | 50 - 20 |
| 71    | 14 mai     | @ Oklahoma City | V 109-93  | Bojan Bogdanović (22) | Rudy Gobert (18)   | Joe Ingles (5)       | Chesapeake Energy Arena | 51 - 20 |
| 72    | 16 mai     | @ Sacramento    | V 121-99  | Jordan Clarkson (33)  | Rudy Gobert (16)   | Mike Conley, Jr. (9) | Golden 1 Center         | 52 - 20 |

### Playoffs
| Playoffs Total: 6-5 (Domicile : 4-2; Extérieur : 2-3) |

| Match | Date match | Équipe    | Score     | Meilleur marqueur     | Meilleur rebondeur | Meilleur passeur      | Lieux                   | Série |
| ----- | ---------- | --------- | --------- | --------------------- | ------------------ | --------------------- | ----------------------- | ----- |
| 1     | 23 mai     | Memphis   | D 109-112 | Bojan Bogdanović (29) | Rudy Gobert (15)   | Mike Conley, Jr. (11) | Vivint Smart Home Arena | 0 - 1 |
| 2     | 26 mai     | Memphis   | V 141-129 | Donovan Mitchell (25) | Rudy Gobert (13)   | Mike Conley, Jr. (15) | Vivint Smart Home Arena | 1 - 1 |
| 3     | 29 mai     | @ Memphis | V 121-111 | Donovan Mitchell (29) | Rudy Gobert (14)   | Mike Conley, Jr. (8)  | FedExForum              | 2 - 1 |
| 4     | 31 mai     | @ Memphis | V 120-113 | Donovan Mitchell (30) | Royce O'Neale (9)  | Donovan Mitchell (8)  | FedExForum              | 3 - 1 |
| 5     | 2 juin     | Memphis   | V 126-110 | Donovan Mitchell (30) | Rudy Gobert (15)   | Donovan Mitchell (10) | Vivint Smart Home Arena | 4 - 1 |

| Match | Date match | Équipe          | Score     | Meilleur marqueur     | Meilleur rebondeur   | Meilleur passeur         | Lieux                   | Série |
| ----- | ---------- | --------------- | --------- | --------------------- | -------------------- | ------------------------ | ----------------------- | ----- |
| 1     | 8 juin     | L.A. Clippers   | V 112-109 | Donovan Mitchell (45) | Rudy Gobert (12)     | Joe Ingles (7)           | Vivint Smart Home Arena | 1 - 0 |
| 2     | 10 juin    | L.A. Clippers   | V 117-111 | Donovan Mitchell (37) | Rudy Gobert (20)     | Ingles, Mitchell (4)     | Vivint Smart Home Arena | 2 - 0 |
| 3     | 12 juin    | @ L.A. Clippers | D 106-132 | Donovan Mitchell (30) | Rudy Gobert (10)     | Donovan Mitchell (4)     | Staples Center          | 2 - 1 |
| 4     | 14 juin    | @ L.A. Clippers | D 104-118 | Donovan Mitchell (37) | Gobert, O'Neale (8)  | Bogdanović, Mitchell (5) | Staples Center          | 2 - 2 |
| 5     | 16 juin    | L.A. Clippers   | D 111-119 | Bojan Bogdanović (32) | Rudy Gobert (10)     | Joe Ingles (6)           | Vivint Smart Home Arena | 2 - 3 |
| 6     | 18 juin    | @ L.A. Clippers | D 119-131 | Donovan Mitchell (39) | Gobert, O'Neale (10) | Donovan Mitchell (9)     | Staples Center          | 2 - 4 |

### Confrontations en saison régulière
| Conférence Est      | Conférence Est                             | Conférence Est                             | Conférence Ouest                           | Conférence Ouest                           | Conférence Ouest                           | Conférence Ouest                           | Conférence Ouest                           |
| Division Atlantique | Division Atlantique                        | Division Atlantique                        | Division Nord-Ouest                        | Division Nord-Ouest                        | Division Nord-Ouest                        | Division Nord-Ouest                        | Division Nord-Ouest                        |
| Équipe              | Domicile                                   | Extérieur                                  | Équipe                                     | Domicile                                   | Domicile                                   | Extérieur                                  | Extérieur                                  |
| ------------------- | ------------------------------------------ | ------------------------------------------ | ------------------------------------------ | ------------------------------------------ | ------------------------------------------ | ------------------------------------------ | ------------------------------------------ |
| Boston              | 122-108                                    | 117-109                                    | Denver                                     | 127-120                                    |                                            | 109-105                                    | 117-128                                    |
| Brooklyn            | 118-88                                     | 96-130                                     | Minnesota                                  | 111-116                                    | 96-101                                     | 104-105                                    |                                            |
| New York            | 108-94                                     | 100-112                                    | Oklahoma City                              | 106-96                                     |                                            | 110-109                                    | 109-93                                     |
| Philadelphie        | 134-123                                    | 123-131 (OT)                               | Portland                                   | 122-103                                    | 98-105                                     | 120-100                                    |                                            |
| Toronto             | 106-102                                    | 115-112                                    |                                            |                                            |                                            |                                            |                                            |
|                     | 5-0                                        | 2-3                                        |                                            | 3-3                                        | 3-3                                        | 4-2                                        | 4-2                                        |
| Division            | 7-3                                        | 7-3                                        | Division                                   | 7-5                                        | 7-5                                        | 7-5                                        | 7-5                                        |
| Division Centrale   | Division Centrale                          | Division Centrale                          | Division Pacifique                         | Division Pacifique                         | Division Pacifique                         | Division Pacifique                         | Division Pacifique                         |
| Équipe              | Domicile                                   | Extérieur                                  | Équipe                                     | Domicile                                   | Domicile                                   | Extérieur                                  | Extérieur                                  |
| Chicago             | 113-106                                    | 120-95                                     | Golden State                               | 127-108                                    |                                            | 119-131                                    | 116-119                                    |
| Cleveland           | 114-75                                     | 117-87                                     | L.A. Clippers                              | 106-100                                    |                                            | 114-96                                     | 112-116                                    |
| Detroit             | 117-105                                    | 96-86                                      | L.A. Lakers                                | 114-89                                     |                                            | 115-127 (OT)                               | 111-97                                     |
| Indiana             | 119-111                                    | 103-95                                     | Phoenix                                    | 95-106                                     |                                            | 113-117 (OT)                               | 100-121                                    |
| Milwaukee           | 129-115                                    | 131-118                                    | Sacramento                                 | 128-112                                    |                                            | 154-105                                    | 121-99                                     |
|                     | 5-0                                        | 5-0                                        |                                            | 4-1                                        | 4-1                                        | 4-6                                        | 4-6                                        |
| Division            | 10-0                                       | 10-0                                       | Division                                   | 8-7                                        | 8-7                                        | 8-7                                        | 8-7                                        |
| Division Sud-Est    | Division Sud-Est                           | Division Sud-Est                           | Division Sud-Ouest                         | Division Sud-Ouest                         | Division Sud-Ouest                         | Division Sud-Ouest                         | Division Sud-Ouest                         |
| Équipe              | Domicile                                   | Extérieur                                  | Équipe                                     | Domicile                                   | Domicile                                   | Extérieur                                  | Extérieur                                  |
| Atlanta             | 116-92                                     | 112-91                                     | Dallas                                     | 116-104                                    | 120-101                                    | 103-111                                    |                                            |
| Charlotte           | 132-110                                    | 138-121                                    | Houston                                    | 114-99                                     | 124-116                                    | 112-89                                     |                                            |
| Miami               | 112-94                                     | 116-124                                    | Memphis                                    | 117-114                                    | 126-110                                    | 111-107                                    |                                            |
| Orlando             | 137-91                                     | 124-109                                    | New Orleans                                | 118-102                                    | 129-118                                    | 124-129                                    |                                            |
| Washington          | 121-125                                    | 122-131                                    | San Antonio                                | 110-99                                     | 126-94                                     | 130-109                                    |                                            |
|                     | 4-1                                        | 3-2                                        |                                            | 10-0                                       | 10-0                                       | 3-2                                        | 3-2                                        |
| Division            | 7-3                                        | 7-3                                        | Division                                   | 13-2                                       | 13-2                                       | 13-2                                       | 13-2                                       |
| Conférence          | 24-6 (Domicile : 14-1; Extérieur : 10-5)   | 24-6 (Domicile : 14-1; Extérieur : 10-5)   | Conférence                                 | 28-14 (Domicile : 17-4; Extérieur : 11-10) | 28-14 (Domicile : 17-4; Extérieur : 11-10) | 28-14 (Domicile : 17-4; Extérieur : 11-10) | 28-14 (Domicile : 17-4; Extérieur : 11-10) |
| Total               | 52-20 (Domicile : 31-5; Extérieur : 21-15) | 52-20 (Domicile : 31-5; Extérieur : 21-15) | 52-20 (Domicile : 31-5; Extérieur : 21-15) | 52-20 (Domicile : 31-5; Extérieur : 21-15) | 52-20 (Domicile : 31-5; Extérieur : 21-15) | 52-20 (Domicile : 31-5; Extérieur : 21-15) | 52-20 (Domicile : 31-5; Extérieur : 21-15) |

## Classements
| Conférence Ouest | Conférence Ouest                    | Conférence Ouest | Conférence Ouest | Conférence Ouest | Conférence Ouest | Conférence Ouest | Conférence Ouest |
| No               | Franchise                           | Vic.             | Def.             | MJ               | V/D              | GB               |                  |
| ---------------- | ----------------------------------- | ---------------- | ---------------- | ---------------- | ---------------- | ---------------- | ---------------- |
| 1                | z - Jazz de l'Utah*                 | 52               | 20               | 72               | .722             | –                |                  |
| 2                | y - Suns de Phoenix*                | 51               | 21               | 72               | .708             | 1                |                  |
| 3                | x - Nuggets de Denver               | 47               | 25               | 72               | .653             | 5                |                  |
| 4                | x - Clippers de Los Angeles         | 47               | 25               | 72               | .653             | 5                |                  |
| 5                | y - Mavericks de Dallas*            | 42               | 30               | 72               | .583             | 10               |                  |
| 6                | x - Trail Blazers de Portland       | 42               | 30               | 72               | .583             | 10               |                  |
|                  |                                     |                  |                  |                  |                  |                  |                  |
| 7                | x - Lakers de Los Angeles           | 42               | 30               | 72               | .583             | 10               |                  |
| 8                | x - Grizzlies de Memphis            | 38               | 34               | 72               | .528             | 14               |                  |
| 9                | o - Warriors de Golden State        | 39               | 33               | 72               | .542             | 13               |                  |
| 10               | o - Spurs de San Antonio            | 33               | 39               | 72               | .458             | 19               |                  |
|                  |                                     |                  |                  |                  |                  |                  |                  |
| 11               | o - Pelicans de La Nouvelle-Orléans | 31               | 41               | 72               | .431             | 21               |                  |
| 12               | o - Kings de Sacramento             | 31               | 41               | 72               | .431             | 21               |                  |
| 13               | o - Timberwolves du Minnesota       | 23               | 49               | 72               | .319             | 29               |                  |
| 14               | o - Thunder d'Oklahoma City         | 22               | 50               | 72               | .306             | 30               |                  |
| 15               | o - Rockets de Houston              | 17               | 55               | 72               | .236             | 35               |                  |

| Division Nord-Ouest           | V  | D  | MJ | V/D  | GB | Dom   | Ext   | Div |
| ----------------------------- | -- | -- | -- | ---- | -- | ----- | ----- | --- |
| z - Jazz de l'Utah            | 52 | 20 | 72 | .722 | –  | 31–5  | 21–15 | 7–5 |
| x - Nuggets de Denver         | 47 | 25 | 72 | .653 | 5  | 25–11 | 22–14 | 9–3 |
| x - Trail Blazers de Portland | 42 | 30 | 72 | .583 | 10 | 20–16 | 22–14 | 6–6 |
| o - Timberwolves du Minnesota | 23 | 49 | 72 | .319 | 29 | 13–23 | 10–26 | 5–7 |
| o - Thunder d'Oklahoma City   | 22 | 50 | 72 | .306 | 30 | 10–26 | 12–24 | 3–9 |

## Effectif

### Effectif actuel
| Jazz de l’Utah Effectif en fin de saison régulière             |    |                        |                        |                  |
| Entraîneur : Quin Snyder                                       |    |                        |                        |                  |
| Pivot                                                          | 20 | Drapeau du Nigeria     | Udoka Azubuike (R)     | Kansas           |
| Ailier / Ailier fort                                           | 44 | Drapeau de la Croatie  | Bojan Bogdanović       | Fenerbahçe SK    |
| Ailier fort                                                    | 5  | Drapeau des États-Unis | Jarrell Brantley (TW)  | Charleston       |
| Meneur / Arrière                                               | 00 | /                      | Jordan Clarkson        | Missouri         |
| Meneur                                                         | 10 | Drapeau des États-Unis | Mike Conley            | Ohio State       |
| Ailier fort / Pivot                                            | 15 | Drapeau des États-Unis | Derrick Favors         | Georgia Tech     |
| Meneur / Arrière                                               | 3  | Drapeau des États-Unis | Trent Forrest (R) (TW) | Florida State    |
| Pivot                                                          | 27 | Drapeau de la France   | Rudy Gobert (C)        | Cholet Basket    |
| Ailier                                                         | 33 | Drapeau des États-Unis | Elijah Hughes (R)      | Syracuse         |
| Ailier fort                                                    | 77 | Drapeau de la Turquie  | Ersan İlyasova         | Ülker Istanbul   |
| Ailier / Ailier fort                                           | 2  | Drapeau de l'Australie | Joe Ingles             | Maccabi Tel-Aviv |
| Meneur / Arrière                                               | 45 | Drapeau des États-Unis | Donovan Mitchell       | Louisville       |
| Ailier fort                                                    | 16 | Drapeau des États-Unis | Juwan Morgan           | Indiana          |
| Ailier fort                                                    | 31 | /                      | Georges Niang          | Iowa State       |
| Arrière / Ailier                                               | 23 | Drapeau des États-Unis | Royce O'Neale          | Baylor           |
| Arrière / Ailier                                               | 81 | /                      | Miye Oni               | Yale             |
| Arrière                                                        | 21 | Drapeau des États-Unis | Matt Thomas            | Iowa State       |
| (C) - Capitaine, (R) - Rookie, (TW) - Two-way contract, Blessé |    |                        |                        |                  |

## Récompenses durant la saison
| Date               | Joueur           | Récompense                                     |
| ------------------ | ---------------- | ---------------------------------------------- |
| Décembre / Janvier | Quin Snyder      | Entraîneur du mois dans la Conférence Ouest.   |
| 17 février         | Quin Snyder      | ☆ All-Star 2021 ☆                              |
| 23 février         | Rudy Gobert      | ☆ All-Star 2021 ☆                              |
| 23 février         | Donovan Mitchell | ☆ All-Star 2021 ☆                              |
| Février            | Quin Snyder      | Entraîneur du mois dans la Conférence Ouest.   |
| 5 mars             | Mike Conley, Jr. | ☆ All-Star 2021 ☆                              |
| 3 mai - 9 mai      | Bojan Bogdanović | Joueur de la semaine dans la Conférence Ouest. |
| 24 mai             | Jordan Clarkson  | NBA Sixth Man of the Year                      |
| 10 juin            | Rudy Gobert      | NBA Defensive Player of the Year               |
| 14 juin            | Rudy Gobert      | NBA All-Defensive First Team                   |
| 15 juin            | Rudy Gobert      | All-NBA Third Team                             |

## Transactions

### Joueurs qui re-signent
| Date       | Joueur           | Contrat                            |
| ---------- | ---------------- | ---------------------------------- |
| 23/11/2020 | Jordan Clarkson  | Contrat de 51 520 000 $ sur 4 ans. |
| 25/11/2020 | Jarrell Brantley | Two-way contract                   |

### Extension de contrat
| Date       | Joueur           | Extension                                                                        |
| ---------- | ---------------- | -------------------------------------------------------------------------------- |
| 23/11/2020 | Donovan Mitchell | Extension de contrat de 195 000 000 $ sur 5 ans à partir de la saison 2021-2022. |
| 20/12/2020 | Rudy Gobert      | Extension de contrat de 205 000 000 $ sur 5 ans à partir de la saison 2021-2022. |

### Options dans les contrats
| Date       | Joueur           | Option                                                   |
| ---------- | ---------------- | -------------------------------------------------------- |
| 16/11/2020 | Mike Conley, Jr. | Mike Conley, Jr. décline son option terminale 2020-2021. |

### Échanges
| Novembre    | Novembre                                                                              | Novembre                                                                                          | Novembre |
| ----------- | ------------------------------------------------------------------------------------- | ------------------------------------------------------------------------------------------------- | -------- |
| 18 novembre | Vers le Jazz de l'Utah - Droits sur Udoka Azubuike (#27) - Droits sur Saben Lee (#38) | Vers les Knicks de New York - Droits sur Leandro Bolmaro (#23) - Droits sur Ante Tomić (2008 #44) | [ 21 ]   |
| 18 novembre | Vers le Jazz de l'Utah - Droits sur Elijah Hughes (#39)                               | Vers les Pelicans de La Nouvelle-Orléans - Second tour de draft 2022 - Compensation financière    | [ 22 ]   |
| 22 novembre | Vers le Jazz de l'Utah - Compensation financière                                      | Vers les Pistons de Détroit - Tony Bradley - Droits sur Saben Lee (#38)                           | [ 23 ]   |
| 23 novembre | Vers le Jazz de l'Utah - Compensation financière                                      | Vers les Knicks de New York - Ed Davis - Second tour de draft 2023 - Second tour de draft 2024    | [ 24 ]   |
| 27 novembre | Vers le Jazz de l'Utah - Compensation financière                                      | Vers les Cavaliers de Cleveland - Rayjon Tucker - Second tour de draft 2027                       | [ 25 ]   |
| Mars        |                                                                                       |                                                                                                   |          |
| 25 mars     | Vers le Jazz de l'Utah - Matt Thomas                                                  | Vers les Raptors de Toronto - Second tour de draft 2021 (des Warriors)                            | [ 26 ]   |

### Arrivées

#### Draft
| Date       | Joueur               | Provenance                |
| ---------- | -------------------- | ------------------------- |
| 24/11/2020 | Udoka Azubuike (#27) | Jayhawks du Kansas (NCAA) |
| 24/11/2020 | Elijah Hughes (#39)  | Orange de Syracuse (NCAA) |

#### Agents libres
|  | Joueur ayant signé un contrat non-garanti, pour intégrer les camps d'entraînement de l'équipe. |

| Date       | Joueur             | Provenance                         | Contrat                                             |
| ---------- | ------------------ | ---------------------------------- | --------------------------------------------------- |
| 24/11/2020 | Derrick Favors     | Pelicans de La Nouvelle-Orléans    | Contrat de 29 162 700 $ sur 3 ans.                  |
| 25/11/2020 | Jake Toolson       | Cougars de BYU (NCAA)              | Contrat non-garanti de 898 310 $ sur 1 an.          |
| 30/11/2020 | Romaro Gill        | Pirates de Seton Hall (NCAA)       | Contrat non-garanti de 898 310 $ sur 1 an.          |
| 09/12/2020 | Shaquille Harrison | Bulls de Chicago                   | Contrat non-garanti de 1 678 854 $ sur 1 an.        |
| 10/12/2020 | Trevon Bluiett     | Stars de Salt Lake City (G League) | Contrat non-garanti de 898 310 $ sur 1 an.          |
| 15/12/2020 | Tre Scott          | Leones de Ponce                    | Contrat non-garanti de 898 310 $ sur 1 an.          |
| 18/12/2020 | Yogi Ferrell       | Kings de Sacramento                | Contrat non-garanti de 1 737 145 $ sur 1 an.        |
| 18/12/2020 | Malcolm Miller     | Raptors de Toronto                 | Contrat non-garanti de 1 678 854 $ sur 1 an.        |
| 10/03/2021 | Ersan İlyasova     | Bucks de Milwaukee                 | Contrat de 1 194 542 $ jusqu'à la fin de la saison. |

#### Two-way contracts
| Date       | Joueur        | Provenance                        |
| ---------- | ------------- | --------------------------------- |
| 25/11/2020 | Trent Forrest | Seminoles de Florida State (NCAA) |

### Départs

#### Agents libres
| Date       | Joueur                | Nouvelle équipe ¹                      |
| ---------- | --------------------- | -------------------------------------- |
| 29/12/2020 | Nigel Williams-Goss   | Lokomotiv Kouban-Krasnodar             |
| 11/01/2021 | Yogi Ferrell          | Cavaliers de Cleveland                 |
| 12/01/2021 | Justin Wright-Foreman | BayHawks d'Érié (NBA G-League)         |
| 26/01/2021 | Trevon Bluiett        | Stars de Salt Lake City (NBA G-League) |
| 26/01/2021 | Romaro Gill           | Stars de Salt Lake City (NBA G-League) |
| 26/01/2021 | Malcolm Miller        | Stars de Salt Lake City (NBA G-League) |
| 26/01/2021 | Trevon Scott          | Stars de Salt Lake City (NBA G-League) |
| 26/01/2021 | Jake Toolson          | Stars de Salt Lake City (NBA G-League) |
| 09/04/2021 | Shaquille Harrison    | Nuggets de Denver                      |

#### Joueurs coupés
|  | Joueurs non conservés après les camps d'entraînements de l'équipe. |

| Date       | Joueur              |
| ---------- | ------------------- |
| 15/12/2020 | Nigel Williams-Goss |
| 18/12/2020 | Trevon Bluiett      |
| 18/12/2020 | Romaro Gill         |
| 18/12/2020 | Trevon Scott        |
| 18/12/2020 | Jake Toolson        |
| 19/12/2020 | Yogi Ferrell        |
| 19/12/2020 | Malcolm Miller      |
| 24/02/2021 | Shaquille Harrison  |